# Плотников, Кирилл Никанорович
Кири́лл Никано́рович Пло́тников (11(24) мая 1907, Курск — 16 февраля 1994, Москва) — советский и российский экономист, специалист по проблемам социалистической экономики. Разрабатывал теорию государственного бюджета, его связей с национальным доходом и расширенным воспроизводством, теории денег и денежного обращения, кредита, ценообразования, хозрасчёта. Член-корреспондент АН СССР с 10 июня 1960 года по Отделению экономических, философских и правовых наук (политическая экономия социализма).

## Биография
Окончил Московский финансово-экономический институт (1930). С 1931 года вёл педагогическую и научную работу в этом же вузе. Редактор Госфиниздата (1934—1936), доцент Института советского строительства (1936—1937), старший научный сотрудник Научно-исследовательского финансового института (1937—1938), консультант и помощник министра финансов СССР (1938—1947).
Член ВКП(б) (1940). Управляющий Госфиниздатом (1947), директор НИФИ (1947—1949, 1953), заместитель министра финансов СССР (1949—1953). Заведующий финансовым отделом СМ СССР (1953—1955). В 1955—1959 годах — постоянный представитель СССР в Экономической комиссии ООН для Азии и Дальнего Востока (Бангкок). Директор Института экономики АН СССР (1959—1965); заместитель академика-секретаря Отделения экономики АН СССР, заведующий сектором Института экономики мировой социалистической системы (1967—1972). С 1970 года заведовал кафедрой финансирования промышленности Московского инженерно-экономического института им. С. Орджоникидзе. Член Международного института государственных финансов (1971). Ведущий научный сотрудник-консультант Института экономики (1987—1994).
Умер в 1994 году. Похоронен на Введенском кладбище (23 уч.).

## Основные работы
- «Бюджет Советского государства» (1945)
- «Бюджет социалистического государства» (1948)
- «Государственный бюджет СССР» (1953, 4-е изд. 1975, совм. с В. В. Лавровым)
- «Очерки истории бюджета Советского государства» (1954)
- «Бюджет и развитие тяжёлой промышленности СССР» (1955)
- «Финансы и кредит СССР» (1959, 3-е изд. 1967)
- «Оптимальные размеры сельскохозяйственных предприятий» (1965, совм. с К. П. Оболенским)
- «Современные проблемы теории и практики ценообразования при социализме» (1971, в соавт. с А. С. Гусаровым)
- «Государственные финансы в системе функционирования народного хозяйства» (1973)
- «Методика и практика ценообразования» (1975, в соавт. с А. С. Гусаровым)
- «История ценообразования в СССР» (1978)

## Награды
Был награждён орденами Трудового Красного Знамени (1942, 1967) и «Знак Почёта» (1953), а также медалями.